# Aristóbulo Deambrossi
Aristóbulo Luis Deambrossi (Belén de Escobar, 19 de junio de 1917 - Belén de Escobar 12 de septiembre de 1995) fue un futbolista argentino.
Deambrossi es uno de los mayores ídolos del River Plate, donde jugó entre 1935 y 1946. Conquistó 6 campeonatos argentinos jugando en el "Millonario": Copa Campeonato 1936, Copa de Oro 1936, 1937, 1941, 1942 y 1945. Integró el equipo inicial de River que luego fue marcado como La Máquina, formación que el club tuvo en la década de 1940. Compensaba velocidad con gran habilidad de entrar al área adversaria. Fue perdiendo lugar en la alineación titular tras la aparición de Félix Loustau y Juan Carlos Muñoz.

## Clubes

### Como futbolista
| Club                 | País      | Año       | PJ  | Goles |
| -------------------- | --------- | --------- | --- | ----- |
| River Plate          | Argentina | 1935-1946 | 134 | 37    |
| Atlanta              | Argentina | 1947      | 5   | 0     |
| Sarmiento            | Argentina | 1948-1949 | ?   | ?     |
| Atlético Bucaramanga | Colombia  | 1950-1951 | 29  | 1     |

### Como entrenador
| Club               | País      | Año         |
| ------------------ | --------- | ----------- |
| Boca Juniors       | Argentina | 1963 - 1965 |
| Atlético Nacional  | Colombia  | 1967        |
| Club Villa Dálmine | Argentina | 1967 - 1968 |
| Defensor Lima      | Perú      | 1970        |
| All Boys           | Argentina | 1979        |

## Palmarés

### Como jugador

#### Campeonatos nacionales
| Título           | Equipo      | País      | Año              |
| ---------------- | ----------- | --------- | ---------------- |
| Primera División | River Plate | Argentina | 1936             |
| Primera División | River Plate | Argentina | Copa de Oro 1936 |
| Primera División | River Plate | Argentina | 1937             |
| Primera División | River Plate | Argentina | 1941             |
| Primera División | River Plate | Argentina | 1942             |
| Primera División | River Plate | Argentina | 1945             |

#### Copas nacionales
| Título         | Equipo      | País      | Año  |
| -------------- | ----------- | --------- | ---- |
| Copa Ibarguren | River Plate | Argentina | 1937 |
| Copa Ibarguren | River Plate | Argentina | 1941 |
| Copa Escobar   | River Plate | Argentina | 1941 |
| Copa Ibarguren | River Plate | Argentina | 1942 |

#### Copas internacionales
| Título     | Equipo      | País      | Año  |
| ---------- | ----------- | --------- | ---- |
| Copa Aldao | River Plate | Argentina | 1936 |
| Copa Aldao | River Plate | Argentina | 1937 |
| Copa Aldao | River Plate | Argentina | 1941 |
| Copa Aldao | River Plate | Argentina | 1945 |

### Como entrenador

#### Campeonatos nacionales
| Título           | Equipo       | País      | Año  |
| ---------------- | ------------ | --------- | ---- |
| Primera División | Boca Juniors | Argentina | 1964 |